# Джон Джеймс (веслувальник)
Джон Джеймс (англ. John James; нар. 21 вересня 1937) — британський академічний веслувальник.
Срібний призер Олімпійських Ігор 1964 року в складі розпашної четвірки без стернового.